# 小行星29568
小行星29568（29568 Gobbi-Belcredi）是一颗绕太阳运转的小行星，为主小行星带小行星。该小行星于1998年3月发现。

## 轨道参数
小行星29568的轨道半长轴为428 360 601 km（2.8633730 UA），离心率为0.102。